# Compagnie française des mines du Laurion

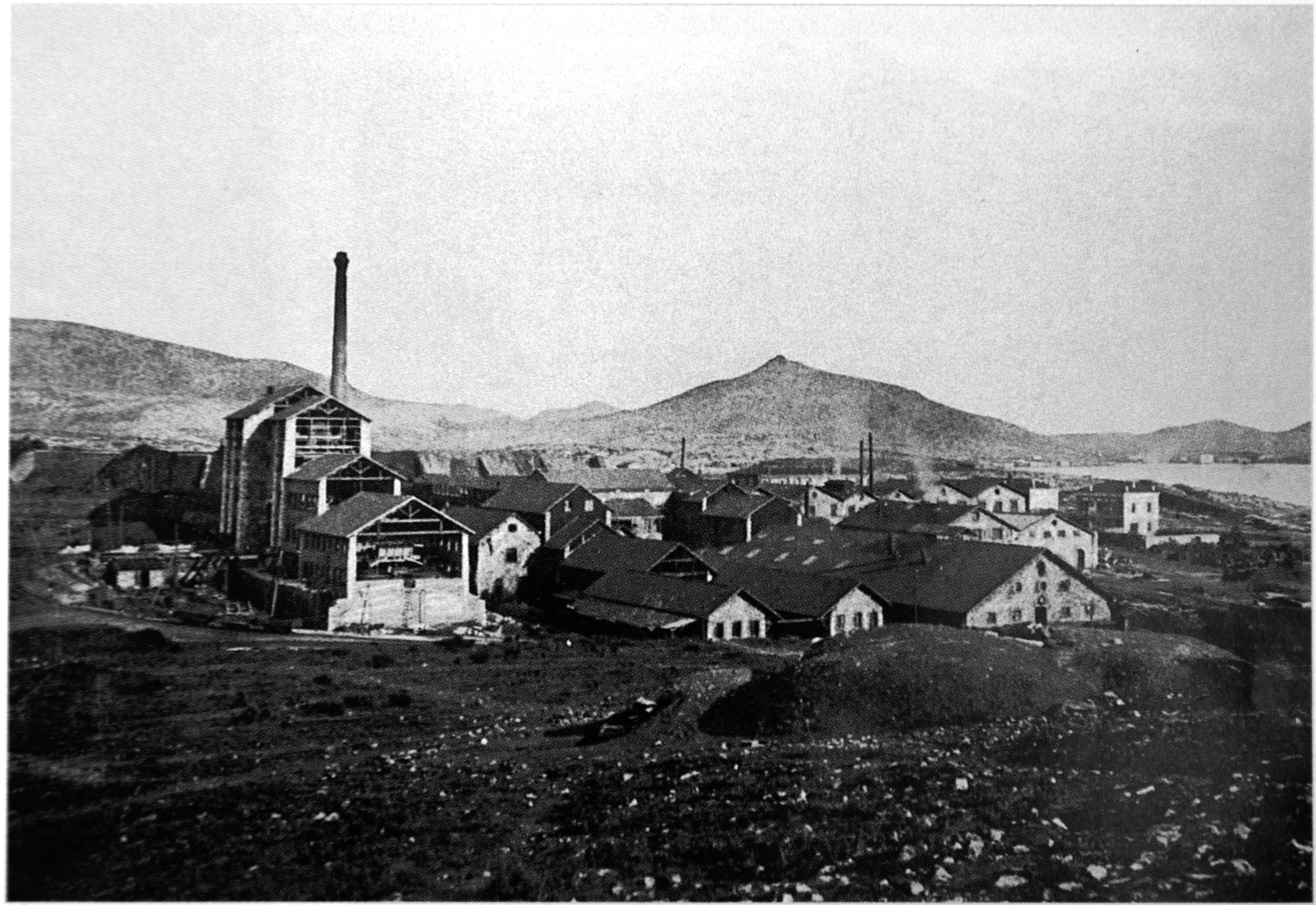
Usine de la Compagnie française des mines du Laurion, aux alentours de 1890

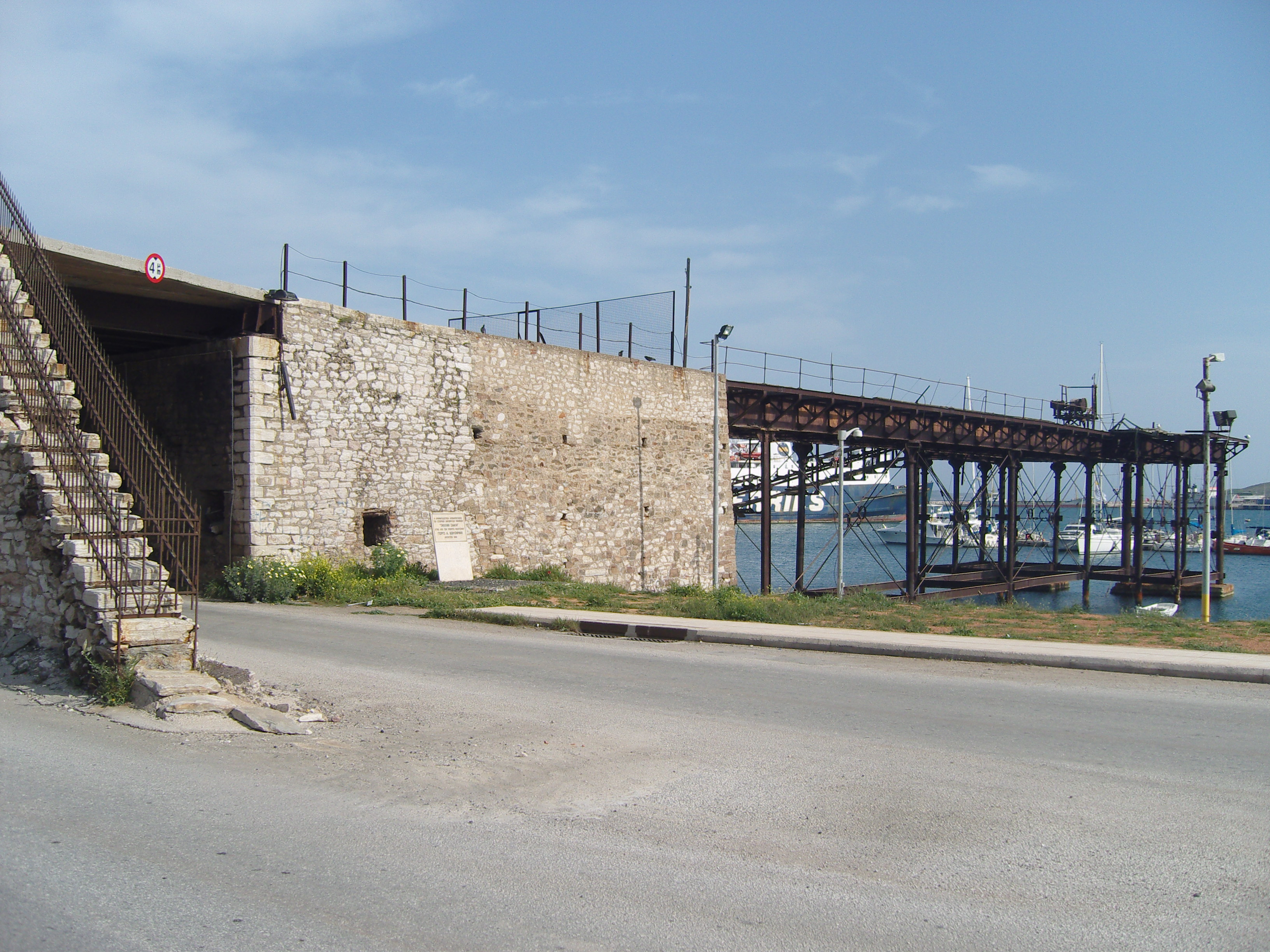
Rampe d'embarquement de la CFML à Lavrio, construite en 1888

Créée à Paris en 1875, la Compagnie française des mines du Laurion (CFML) est une compagnie minière française qui exploita les filons de plomb argentifère des mines du Laurion situées dans le Sud de l'Attique, près d'Athènes, après leur « redécouverte » en 1860. En effet, ce gisement minier avait déjà été exploité de manière intense dans l'Antiquité. Il avait fortement contribué à la puissance de la cité d'Athènes à l'époque classique, avant d'être abandonné au Ier siècle av. J.-C..
À partir de 1877, la CFML extrait le minerai d'argent, mais également d'autres métaux, comme le plomb, le zinc, le manganèse ou le cadmium. Elle chercha à utiliser les anciens puits des mines antiques pour contribuer à l'aérage de ses propres galeries. Elle installa également au Laurion un centre métallurgique (notamment pour le zinc). Les mines furent fermées en 1977, après qu'on y eut prélevé près de 490 000 tonnes de plomb en un siècle.
Au début des années 2000, un exceptionnel fonds d'archives de la CFML a été sauvé : plusieurs mètres cubes de documents étaient stockés dans des locaux désaffectés et en partie privés de toiture à Camaresa. Ces documents (livrets ouvriers, documents géologiques, plans topographiques en langue française) ont été transférés dans les locaux du parc technologique du Laurion.
Certains bâtiments de l'usine de la CFML au Laurion ont été conservés et restaurés.